# Athletic Club (Brasil)
El Athletic Club es un club deportivo brasileño en la ciudad de São João del-Rei, estado de Minas Gerais. Fue fundado en 1909 y desde 2025 jugará en el Campeonato Brasileño de Serie B.
Es el único club de la Región Geográfica Intermedia de Barbacena que compite en el Campeonato Mineiro. La máxima competición del estado de Minas Gerais, y también el tercer equipo de la región con mayor participación en la élite del fútbol minero, solo por detrás del Olympic Club y Villa do Carmo, ambos de la ciudad de Barbacena.[cita requerida]

## Infraestructura física
Tiene su propio negocio en los barrios de Matosinhos y Centro.  
Estadio
Envía sus partidos de fútbol al Estadio Joaquim Portugal, en el barrio de Matosinhos.

## Historia
Fue fundada el 27 de junio de 1909.
Fundación del Atlético Futebol Clube, habiendo sido elegida su 1.ª directiva: 
- Presidente: Omar Telles Barbosa[2]
- Vicepresidente: Mário Mourão
- Secretarios: José Lúcio y Amadeu de Barros
- Tesorero: Abydo Yunes
- Capitanes: José Ríos y José de Oliveira Lima
- Fiscal: Guilherme Resende.

Es debido a Omar Telles Barbosa la convocatoria de la histórica reunión que resultó la fundación del Athletic Club, nombre que adoptó a partir del 10 de agosto de 1913.
Su nombre no refleja conexión o inspiración con el club también de Minas Gerais, Atlético Mineiro.
En junio de 2009, el club celebró su centenario. 

### Regreso al fútbol profesional
En 2018, el club regresó al fútbol profesional después de 48 temporadas, compitiendo en el Campeonato Mineiro de la Segunda División 2018, equivalente a la tercera división del fútbol de Minas Gerais.  
Athletic se clasificó tercero en la primera ronda. En las semifinales, eliminó a Valeriodoce y obtuvo acceso al Campeonato Mineiro Módulo II 2019. La decisión del título fue contra Coimbra. El primer juego fue 0-0; En el juego decisivo, otro empate, esta vez por 1-1. En la tanda de penaltis, Coimbra lideró 4-2. 
En 2019, Athletic participó en el Campeonato Mineiro Módulo II, terminando en séptimo lugar y permaneciendo en la competencia. 
En el Campeonato Mineiro Módulo II 2020, el equipo terminó la ronda de clasificación en segundo lugar, clasificándose para el cuadrangular final. 
En la etapa final, terminó nuevamente en el viceliderazgo, ganando el vicecampeonato del Módulo II y siendo promovido al Campeonato Mineiro 2021 Módulo I.  
En el Campeonato Mineiro 2021, el Athletic jugó el Módulo I por primera vez en su historia. Terminó en 8.º lugar, clasificándose para el Trofeo Inconfidência.  
En las semifinales, se enfrentó a URT, jugando en Patos de Minas, y empató 1-1 en tiempo normal. En los penaltis, el Athletic fue superado 3-2.

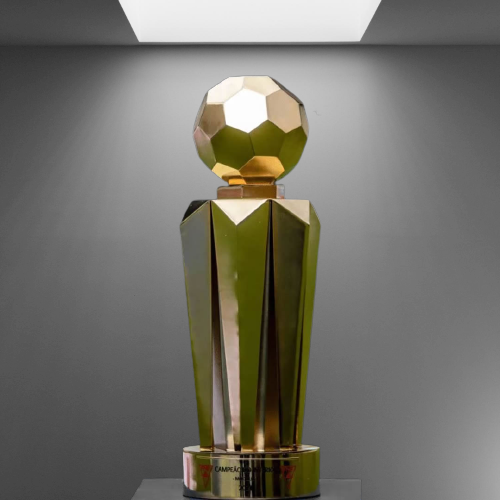
Trofeo: Campeón de Minas Gerais fuera de Belo Horizonte en 2022.

En 2022, el Athletic hizo una campaña histórica en el Campeonato Mineiro 2022, terminando en segundo lugar en la primera ronda, y clasificándose así para el Campeonato Brasileño de Serie D de 2023 y también para la Copa de Brasil 2023.
En las semifinales del estado, fue eliminado por Cruzeiro, por lo que tuvo que competir por el título del Campeonato Mineiro do Interior, contra Caldense.
En la decisión del tercer lugar, después de un empate en ambos juegos, el equipo de São João del-Rei ganó la tanda de penaltis. 
Su técnico en 2023 es el exjugador Roger Rodrigues da Silva.
En 2023, el Athletic Club comenzó el año ganando la Recopa Mineira después de ganar 1-0 de Demócrata GV.
El equipo fue una vez más Campeón del Interior de Minas Gerais, siendo el único fuera de la capital en clasificarse para la semifinal del Campeonato Mineiro 2023. Los otros clasificados fueron: Cruzeiro, América y Atlético, los tres de Belo Horizonte.
En la semifinal, fue eliminado por Atlético.
El equipo fue eliminado por Brasiliense en su primer juego en la Copa de Brasil 2023.
El equipó jugó en el Campeonato Brasileño de Serie D de 2023.
El equipo sorprendentemente venció al equipo Serie A Vasco da Gama por 2 a 0 en 31 de marzo.
El equipó disputará la Recopa Mineira, el Campeonato Mineiro 2024, la Copa de Brasil 2024 y el Campeonato Brasileño de Fútbol - Serie C 2024.

## Relaciones públicas
Muerte de Pelé
En diciembre de 2022, el equipo lamentó oficialmente la muerte del Rey del Fútbol, Pelé.
Donación de sangre
El equipo estimula la donación de sangre a la institución médica pública para hematología y hemoterapia del estado de Minas Gerais, Hemominas (Fundação Centro de Hematologia e Hemoterapia do Estado de Minas Gerais).
Donación de ropas de invierno
El equipo estimula la donación de ropas de invierno.

## Plantilla

#### Altas y bajas 2025 (otoño)
| Altas             | Altas          | Altas             | Altas            | Altas       |
| Jugador           | Posición       | Procedencia       | Tipo             | Costo       |
| ----------------- | -------------- | ----------------- | ---------------- | ----------- |
| Gabriel Ferreira  | Defensa        | Gama              | Fin de préstamo. | --          |
| Fernando Martínez | Centrocampista | Pouso Alegre      | Fin de préstamo. | --          |
| Alex Nascimento   | Defensa        | Santos            | Préstamo.        | --          |
| Matheus Guilherme | Delantero      | Capivariano       | Préstamo.        | --          |
| Max               | Delantero      | Sampaio Corrêa-RJ | Transferencia.   | R$1.000.000 |
| Ezequiel          | Centrocampista | Agente libre      | Libre.           | --          |
| Adriel            | Portero        | Grêmio            | Préstamo.        | --          |
| Marcelo Ajul      | Defensa        | Sport             | Préstamo.        | --          |

| Bajas   | Bajas     | Bajas      | Bajas     | Bajas |
| Jugador | Posición  | Destino    | Tipo      | Costo |
| ------- | --------- | ---------- | --------- | ----- |
| Cauã    | Delantero | Guarani-MG | Préstamo. | --    |

1. ↑  Con opción de compra.[21]